# Lista de municípios do Rio Grande do Sul por população (1900)
Esta é uma lista dos municípios do Rio Grande do Sul por população, segundo o censo de 1900, o terceiro realizado no Brasil.

## Municípios
| Pos.                       | Cidade                    | Pop.                      |
| Mais de 50.000 habitantes  | Mais de 50.000 habitantes | Mais de 50.000 habitantes |
| -------------------------- | ------------------------- | ------------------------- |
| 1                          | Porto Alegre              | 73 674                    |
| Mais de 30.000 habitantes  |                           |                           |
| 2                          | Pelotas                   | 44 881                    |
| 3                          | Cachoeira do Sul          | 32 510                    |
| 4                          | Lajeado                   | 30 708                    |
| 5                          | Santa Maria               | 30 185                    |
| Mais de 20.000 habitantes  |                           |                           |
| 6                          | Rio Grande                | 29 492                    |
| 7                          | Bagé                      | 28 956                    |
| 8                          | São Leopoldo              | 28 812                    |
| 9                          | Montenegro                | 27 894                    |
| 10                         | Taquara                   | 27 146                    |
| 11                         | Caxias do Sul             | 24 997                    |
| 12                         | São Sebastião do Caí      | 24 346                    |
| 13                         | Cruz Alta                 | 23 671                    |
| 14                         | Uruguaiana                | 23 194                    |
| 15                         | Santa Cruz do Sul         | 23 158                    |
| 16                         | Soledade                  | 22 973                    |
| 17                         | Rio Pardo                 | 22 478                    |
| 18                         | Santana do Livramento     | 21 843                    |
| 19                         | Passo Fundo               | 21 374                    |
| 20                         | Santo Ângelo              | 20 925                    |
| 21                         | Santo Antônio da Patrulha | 20 584                    |
| Mais de 10.000 habitantes  |                           |                           |
| 22                         | Veranópolis               | 19 952                    |
| 23                         | Canguçu                   | 18 940                    |
| 24                         | Alegrete                  | 18 449                    |
| 25                         | Palmeira das Missões      | 18 423                    |
| 26                         | Bento Gonçalves           | 17 920                    |
| 27                         | São Borja                 | 17 244                    |
| 28                         | Vacaria                   | 17 208                    |
| 29                         | São Gabriel               | 17 109                    |
| 30                         | Encruzilhada do Sul       | 16 956                    |
| 31                         | Estrela                   | 15 923                    |
| 32                         | São Luiz Gonzaga          | 15 190                    |
| 33                         | Dom Pedrito               | 14 441                    |
| 34                         | Caçapava do Sul           | 14 417                    |
| 35                         | Taquari                   | 14 398                    |
| 36                         | São Jerônimo              | 14 262                    |
| 37                         | Santiago                  | 13 976                    |
| 38                         | São Vicente do Sul        | 13 935                    |
| 39                         | São Lourenço do Sul       | 13 645                    |
| 40                         | São Martinho              | 12 885                    |
| 41                         | Gravataí                  | 12 855                    |
| 42                         | Lagoa Vermelha            | 12 511                    |
| 43                         | Garibaldi                 | 12 178                    |
| 44                         | Jaguarão                  | 12 172                    |
| 45                         | Osório                    | 11 694                    |
| 46                         | Quaraí                    | 11 402                    |
| 47                         | Viamão                    | 11 331                    |
| 48                         | Venâncio Aires            | 11 079                    |
| 49                         | Piratini                  | 10 933                    |
| 50                         | São Francisco de Assis    | 10 840                    |
| Menos de 10.000 habitantes |                           |                           |
| 51                         | São Sepé                  | 9 755                     |
| 52                         | Pinheiro Machado          | 9 220                     |
| 53                         | Itaqui                    | 9 185                     |
| 54                         | Rosário do Sul            | 9 054                     |
| 55                         | Santa Vitória do Palmar   | 8 970                     |
| 56                         | São José do Norte         | 8 831                     |
| 57                         | Antônio Prado             | 8 331                     |
| 58                         | Júlio de Castilhos        | 8 163                     |
| 59                         | Lavras do Sul             | 7 604                     |
| 60                         | Herval                    | 7 168                     |
| 61                         | Torres                    | 6 975                     |
| 62                         | Camaquã                   | 6 616                     |
| 63                         | Arroio Grande             | 6 447                     |
| 64                         | Triunfo                   | 6 111                     |
| 65                         | Tapes                     | 6 057                     |
| 66                         | General Câmara            | 4 504                     |